# La gran carrera
La gran carrera es una película documental filmada en colores de Argentina dirigida por Paul Rouger y Máximo Berrondo y producida por el Automóvil Club Argentino que se estrenó el 19 de marzo de 1964. Su tema fue la carrera de automóviles denominada VII Gran Premio Internacional de Turismo y actuó como narrador el periodista Juan Carlos Pérez Loizeau.
La carrera, que se realizó en varias etapas, contó con 291 inscriptos y la participación de vehículos de diversas marcas, incluyendo Mercedes Benz modelos 220 SE y 300 SE, Alfa Romeo 2600 Sprint y Fiat 1500 Berlina, entre otros.
VIDA PERSONAL
fue el segundo marido de Fernanda Mistral y desapareció en la dictadura militar 

## Comentarios
Clarín comentó:

”Se corrió demasiado, casi a la par de los coches. Faltan rostros. Al público le hubiera gustado el detalle menudo.”